# Andrea Carafa
Pour les articles homonymes, voir Carafa.
Pour les autres membres de la famille, voir Famille Carafa.
Andrea Carafa ou Andrea Carafa della Spina, comte de Santa Severina, né à Naples à une date inconnue et mort à Naples en 1526, est un condottiere et seigneur féodal italien, de la puissante famille Carafa, qui devint lieutenant-général du royaume de Naples entre octobre 1523 et juin 1526, en remplacement temporaire du vice-roi Charles de Lannoy.

## Biographie
Il se présente en 1496 au roi Ferdinand II d'Aragon, réclamant des droits pour les fiefs de Santa Severina,
Policastro, Roccabernarda, Le Castella et Cirò, et offrant au roi d'importantes sommes d'argent ; ce dernier en ayant besoin pour les caisses de l'État. Le roi accepte et donne ces terres à Carafa.
Ce fut un condottiere impartial. Il participa à la guerre contre les Français au service du roi Frédéric Ier à partir de 1502. De retour sur ses terres, il affronte l'opposition des habitants de Santa Severina, mais il obtient la confirmation de ses droits féodaux par le « grand capitaine » Gonzalve de Cordoue et par le nouveau souverain Ferdinand le Catholique.
Il doit assiéger la ville et ne fait son entrée qu'en 1506 malgré la résistance des troupes citadines du capitaine Angelo de Luca. Il doit de nouveau défaire la résistance des citadins en 1513-1514.
Lorsque le vice-roi Charles de Lannoy quitte le royaume de Naples en 1523, Andrea Carafa le remplace en tant que lieutenant-général avec l'assistance du duc de Montalto. Il doit affronter la jalousie de différents membres de sa propre famille et combattre aussi contre les Vénitiens qui s'emparent des Pouilles et contre les Turcs qui débarquent à Otrante. Pendant sa période napolitaine, il se fait construire une somptueuse demeure sur la colline de Pizzofalcone, connue aujourd'hui comme le palazzo Carafa di Santa Severina. Après sa mort en 1526, c'est son opposant, Giovanni Carafa, comte de Policastro qui lui succède dans ses droits féodaux.

## Source de la traduction
- (it) Cet article est partiellement ou en totalité issu de l’article de Wikipédia en italien intitulé « Andrea Carafa » (voir la liste des auteurs).